# Чемпіонат Європи з боротьби 2010
Чемпіонат Європи з боротьби 2010 проходив з 13 по 18 квітня в столиці Азербайджану, місті Баку. Змагання відбувались в Спортивно-концертному комплексі імені Гейдара Алієва.

## Учасники

Країни — учасниці чемпіонату

На чемпіонаті брали участь представники 35 країн, причому у вільній боротьбі брало участь 115 спортсменів з 27 країн, у жіночій — 94 спортсменки з 27 країн, в греко-римській — 152 спортсмени з 32 країн.

## Медалі
(Жирним виділено найбільшу кількість медалей у своїй категорії, країна-господар також виділена) 
| Місце | Країна          | Золото | Срібло | Бронза | Загалом |
| ----- | --------------- | ------ | ------ | ------ | ------- |
| 1     | Росія           | 8      | 5      | 3      | 16      |
| 2     | Азербайджан     | 7      | 2      | 1      | 10      |
| 3     | Туреччина       | 2      | 1      | 3      | 6       |
| 4     | Болгарія        | 1      | 3      | 3      | 7       |
| 5     | Білорусь        | 1      | 1      | 3      | 5       |
| 6     | Швеція          | 1      | 0      | 2      | 3       |
| 7     | Латвія          | 1      | 0      | 0      | 1       |
| 8     | Україна         | 0      | 2      | 5      | 7       |
| 9     | Грузія          | 0      | 2      | 2      | 4       |
| 9     | Румунія         | 0      | 2      | 2      | 4       |
| 11    | Франція         | 0      | 1      | 4      | 5       |
| 12    | Сербія          | 0      | 1      | 0      | 1       |
| 12    | Велика Британія | 0      | 1      | 0      | 1       |
| 14    | Угорщина        | 0      | 0      | 4      | 4       |
| 15    | Німеччина       | 0      | 0      | 3      | 3       |
| 15    | Польща          | 0      | 0      | 3      | 3       |
| 17    | Хорватія        | 0      | 0      | 1      | 1       |
| 17    | Литва           | 0      | 0      | 1      | 1       |
| 17    | Молдова         | 0      | 0      | 1      | 1       |
| 17    | Іспанія         | 0      | 0      | 1      | 1       |

## Рейтинг команд
| Місце | Вільна боротьба | Вільна боротьба | Греко-римська боротьба | Греко-римська боротьба | Жінки       | Жінки |
| Місце | Команда         | Очки            | Команда                | Очки                   | Команда     | Очки  |
| ----- | --------------- | --------------- | ---------------------- | ---------------------- | ----------- | ----- |
| 1     | Росія           | 61              | Росія                  | 52                     | Росія       | 52    |
| 2     | Азербайджан     | 50              | Туреччина              | 38                     | Україна     | 38    |
| 3     | Болгарія        | 42              | Україна                | 38                     | Болгарія    | 34    |
| 4     | Грузія          | 34              | Азербайджан            | 31                     | Азербайджан | 33    |
| 5     | Туреччина       | 34              | Грузія                 | 27                     | Швеція      | 28    |
| 6     | Україна         | 27              | Білорусь               | 26                     | Франція     | 28    |
| 7     | Білорусь        | 23              | Угорщина               | 25                     | Польща      | 28    |
| 8     | Молдова         | 21              | Румунія                | 19                     | Румунія     | 25    |
| 9     | Польща          | 20              | Хорватія               | 17                     | Білорусь    | 19    |
| 10    | Німеччина       | 16              | Франція                | 16                     | Туреччина   | 14    |

## Результати змагань

### Вільна боротьба
| Вага   | Золото           | Срібло               | Бронза                  |
| ------ | ---------------- | -------------------- | ----------------------- |
| 55 кг  | Махмуд Магомедов | Радослав Веліков     | Марсель Евальд          |
| 55 кг  | Махмуд Магомедов | Радослав Веліков     | Віктор Лебедєв          |
| 60 кг  | Опан Сат         | Малхаз Заркуа        | Андрій Препеліца        |
| 60 кг  | Опан Сат         | Малхаз Заркуа        | Василь Федоришин        |
| 66 кг  | Джабраїл Гасанов | Магомедмурад Гаджієв | Отар Тушишвілі          |
| 66 кг  | Джабраїл Гасанов | Магомедмурад Гаджієв | Адам Собєрай            |
| 74 кг  | Денис Царгуш     | Кіріл Терзієв        | Чамсулвара Чамсулвараєв |
| 74 кг  | Денис Царгуш     | Кіріл Терзієв        | Батухан Демірчин        |
| 84 кг  | Анзор Урішев     | Шаріф Шаріфов        | Георгіца Штефан         |
| 84 кг  | Анзор Урішев     | Шаріф Шаріфов        | Михайло Ганєв           |
| 96 кг  | Хетаг Газюмов    | Гіоргі Гогшелідзе    | Серхат Бальчі           |
| 96 кг  | Хетаг Газюмов    | Гіоргі Гогшелідзе    | Олексій Дубко           |
| 120 кг | Білял Махов      | Фатіх Чакіроглу      | Олексій Шемаров         |
| 120 кг | Білял Махов      | Фатіх Чакіроглу      | Димитр Кумчев           |

### Греко-римська боротьба
| Вага   | Золото             | Срібло              | Бронза              |
| ------ | ------------------ | ------------------- | ------------------- |
| 55 кг  | Ельчин Алієв       | Назир Манкієв       | В'югар Рагімов      |
| 55 кг  | Ельчин Алієв       | Назир Манкієв       | Петер Модош         |
| 60 кг  | Гасан Алієв        | Костянтин Баліцький | Заур Курамагомедов  |
| 60 кг  | Гасан Алієв        | Костянтин Баліцький | Тонімір Сокол       |
| 66 кг  | Амбако Вачадзе     | Йон Панаїт          | Стів Гено           |
| 66 кг  | Амбако Вачадзе     | Йон Панаїт          | Лорінц Тамаш        |
| 74 кг  | Олександр Кікіньов | Мурсалієв Ельвін    | Дмитро Пишков       |
| 74 кг  | Олександр Кікіньов | Мурсалієв Ельвін    | Петер Бачі          |
| 84 кг  | Назмі Авлуджа      | Олексій Мішин       | Мелонін Ноумонві    |
| 84 кг  | Назмі Авлуджа      | Олексій Мішин       | Ян Фішер            |
| 96 кг  | Асланбек Хуштов    | Тимофій Дейниченко  | Сосо Джабідзе       |
| 96 кг  | Асланбек Хуштов    | Тимофій Дейниченко  | Дженк Ільдем        |
| 120 кг | Риза Каяалп        | Радомир Петкович    | Юган Еурен          |
| 120 кг | Риза Каяалп        | Радомир Петкович    | Міндауґас Мізґайтіс |

### Жіноча боротьба
| Вага  | Золото               | Срібло               | Бронза                 |
| ----- | -------------------- | -------------------- | ---------------------- |
| 48 кг | Лоріса Ооржак        | Яна Стадник          | Мелані Лезаффр         |
| 48 кг | Лоріса Ооржак        | Яна Стадник          | Івона Матковська       |
| 51 кг | Софія Маттссон       | Естера Добре         | Олександра Когут       |
| 51 кг | Софія Маттссон       | Естера Добре         | Олександра Енгельгардт |
| 55 кг | Анастасія Григор'єва | Наталія Гольц        | Агата Пєтржик          |
| 55 кг | Анастасія Григор'єва | Наталія Гольц        | Ана-Марія Павал        |
| 59 кг | Сона Ахмедлі         | Тайбе Юсейн          | Мер'єм Селлум Фата     |
| 59 кг | Сона Ахмедлі         | Тайбе Юсейн          | Састін Маріанна        |
| 63 кг | Любов Волосова       | Одрі Прієто          | Юлія Остапчук          |
| 63 кг | Любов Волосова       | Одрі Прієто          | Еліна Васева           |
| 67 кг | Надія Семенцова      | Катерина Бурмістрова | Альона Карташова       |
| 67 кг | Надія Семенцова      | Катерина Бурмістрова | Ірина Циркевич         |
| 72 кг | Станка Златева       | Катерина Букіна      | Емма Веберг            |
| 72 кг | Станка Златева       | Катерина Букіна      | Майдер Унда            |